# Giải Viện Hàn lâm Nhật Bản lần thứ 42
Giải Viện Hàn lâm Nhật Bản lần thứ 42 (第42回日本アカデミー賞) là lễ trao giải lần thứ 42 của Giải Viện Hàn lâm Nhật Bản, giải thưởng được trao bởi Viện Hàn lâm Nhật Bản và Hiệp hội Sho để vinh danh những hạng mục phim xuất sắc của năm 2018. Lễ trao giải được tổ chức vào ngày 1 tháng 3 năm 2019 tại Khách sạn Grand Prince Hotel New Takanawa ở Tokyo, Nhật Bản.

## Giải thưởng
Tất cả các hạng mục trao giải (trừ giải diễn viên trẻ của năm và các giải đặc biệt) được chia làm hai danh hiệu: các đề cử (do thành viên Viện Hàn lâm bầu chọn) đều đạt danh hiệu Xuất sắc của năm và trong các đề cử sẽ chọn ra một giải Xuất sắc nhất của năm.
| Phim điện ảnh xuất sắc của năm | Phim hoạt hình xuất sắc của năm |
| --- | --- |
| - Phim điện ảnh hay nhất của năm: Kẻ trộm siêu thị - One Cut of the Dead - Sakura Guardian in the North - The Blood of Wolves - Recall | - Phim hoạt hình hay nhất của năm: Mirai: Em gái đến từ tương lai - Dragon Ball Super: Broly - Penguin Highway - Detective Conan: Zero the Enforcer - Okko's Inn |
| Đạo diễn xuất sắc của năm | Biên kịch xuất sắc của năm |
| - Đạo diễn xuất sắc nhất của năm: Kore-eda Hirokazu – Kẻ trộm siêu thị - Ueda Shinichiro – One Cut of the Dead - Shiraishi Kazuya – The Blood of Wolves - Takita Yōjirō – Sakura Guardian in the North - Motoki Katsuhide – Recall                                                                     | - Biên kịch xuất sắc nhất của năm: Hirokazu Kore-eda – Kẻ trộm siêu thị - Ikegami Jun'ya – The Blood of Wolves - Ueda Shinichiro – One Cut of the Dead - Nasu Machiko – Sakura Guardian in the North - Hayashi Tamio – Recall                                                                                              |
| Nam diễn viên chính xuất sắc | Nữ diễn viên chính xuất sắc |
| - Nam diễn viên chính xuất sắc nhất: Yakusho Kōji – The Blood of Wolves - Okada Junichi – Samurai's Promise - Tachi Hiroshi – Life in Overtime - Hamatsu Takayuki – One Cut of the Dead - Lily Franky – Kẻ trộm siêu thị                                                                               | - Nữ diễn viên chính xuất sắc nhất: Ando Sakura – Kẻ trộm siêu thị - Kuroki Haru – Every Day a Good Day - Shinohara Ryoko – The House Where the Mermaid Sleeps - Matsuoka Mayu – Tremble All You Want - Yoshinaga Sayuri – Sakura Guardian in the North                                                                    |
| Nam diễn viên phụ xuất sắc | Nữ diễn viên phụ xuất sắc |
| - Nam diễn viên phụ xuất sắc nhất: Matsuzaka Tori – The Blood of Wolves - Kishibe Ittoku – Sakura Guardian in the North - Fujioka Dean – Recall - Nishijima Hidetoshi – Samurai's Promise - Ninomiya Kazunari – Killing for the Prosecution                                                            | - Nữ diễn viên phụ xuất sắc nhất: Kiki Kirin – Kẻ trộm siêu thị (truy tặng) - Kiki Kirin – Every Day a Good Day - Shinohara Ryoko – Sakura Guardian in the North - Fukada Kyoko – Recall - Maki Yōko – The Blood of Wolves - Matsuoka Mayu – Kẻ trộm siêu thị                                                              |
| Âm nhạc xuất sắc | Quay phim xuất sắc |
| - Âm nhạc xuất sắc nhất: Hosono Haruomi – Kẻ trộm siêu thị - Ogura Kei, Hoshi Katsu, và Kaida Shōgo – Sakura Guardian in the North - Kako Takashi – Samurai's Promise - Suzuki Nobuhiro, Itō Shōma, và Nagai Kyle – One Cut of the Dead - Yasukawa Gorō – The Blood of Wolves - Yasukawa Gorō – Recall | - Quay phim xuất sắc nhất: Kondō Ryūto – Kẻ trộm siêu thị - Kimura Daisaku – Samurai's Promise - Sone Takeshi – One Cut of the Dead - Haibara Takahiro – The Blood of Wolves - Hamada Takeshi – Sakura Guardian in the North                                                                                               |
| Đạo diễn ánh sáng xuất sắc | Chỉ đạo nghệ thuật xuất sắc |
| - Đạo diễn ánh sáng xuất sắc nhất: Fujii Isamu – Kẻ trộm siêu thị - Sō Kenjirō – Samurai's Promise - Kawai Minoru – The Blood of Wolves - Takaya Hitoshi – Sakura Guardian in the North | - Chỉ đạo nghệ thuật xuất sắc nhất: Imamura Tsutomu – The Blood of Wolves - Nishimura Takashi – Recall - Harada Mitsuo – Samurai's Promise - Heya Kyōko – Sakura Guardian in the North - Mitsumatsu Keiko – Kẻ trộm siêu thị                                                                                               |
| Thu âm xuất sắc | Biên tập xuất sắc |
| - Thu âm xuất sắc nhất: Urata Kazuharu – The Blood of Wolves - Onodera Osamu – Sakura Guardian in the North - Kurihara Kazuhiro – Recall - Komoda Kōkichi – One Cut of the Dead - Tomita Kazuhiko – Kẻ trộm siêu thị                                                                                   | - Biên tập xuất sắc nhất: Ueda Shinichiro – One Cut of the Dead - Katō Hitomi – The Blood of Wolves - Kawase Isao – Recall - Kore-eda Hirokazu – Kẻ trộm siêu thị - Li Hidemi – Sakura Guardian in the North |
| Phim nước ngoài xuất sắc | Diễn viên triển vọng của năm |
| - Phim nước ngoài xuất sắc nhất: Bohemian Rhapsody - The Greatest Showman - The Shape of Water - Three Billboards Outside Ebbing, Missouri - Mission: Impossible – Fallout | - Kamishiraishi Moka – A Forest of Wool and Steel - Shuri – Love At Least - Hirate Yurina – Hibiki - Yoshine Kyoko – Kasane và Samurai's Promise - Itō Kentarō – Cafe Funiculi Funicula - Nakagawa Taishi – Kids on the Slope và Lock-On Love - Narita Ryo – Stolen Identity và The Antique - Yoshizawa Ryo – River's Edge |
| Giải thưởng Thành tích từ Chủ tịch Hiệp hội | Giải thưởng Đặc biệt từ Chủ tịch Hiệp hội |
| Giải thưởng vinh danh những người có nhiều đóng góp trong nhiều năm. - Đoàn làm phim: One Cut of the Dead, Đạo diễn/Biên kịch: Shinichiro Ueda, Công ty sản xuất: ENBU Seminar - Ito Kentaro (Diễn viên)                                                                                               | Giải thưởng vinh danh những người có nhiều đóng góp trong nhiều năm (những người đã mất trong năm 2018). - Takahata Isao (Đạo diễn phim hoạt hình) - Hoshi Yuriko (Diễn viên) - Tsugawa Masahiko (Đạo diễn/Diễn viên) - Yoji Yoshida (Quay phim) - Kurosawa Mitsuru (Nhà sản xuất)                                         |
| Giải thưởng Đặc biệt từ Hiệp hội | |
| Vinh danh người có nhiều hỗ trợ đóng góp trong quá trình làm phim. - Okada Mariko (Diễn viên/Nhà sản xuất) | |